# Gösta Tegnér
Gösta Esaias Tegnér, född den 31 oktober 1910 i Stockholm, död den 9 oktober 1984 i Danderyds församling, var en svensk militär och hovman.

## Biografi
Tegnér avlade sjöofficersexamen 1934. Han blev fänrik i flottan samma år och löjtnant där 1937. Tegnér genomgick flygskolan i Ljungbyhed 1936–1937 och Flygkrigshögskolan 1943–1944. Han övergick som löjtnant till flygvapnet 1938. Tegnér befordrades till kapten där 1942, till major 1949, till överstelöjtnant 1956 och till överste 1960. Han var flygattaché i London och Haag 1956–1961 och i Washington och i Ottawa 1961–1965. Tegnér blev adjutant hos kungen 1950, överadjutant 1965 och tjänstgörande kammarherre hos hertigen av Halland 1966. Han var hovmarskalk och chef för hertigens hovförvaltning 1968–1974. Tegnér blev riddare av Vasaorden 1946 och av Svärdsorden 1949 samt kommendör av Nordstjärneorden 1967 och kommendör av första klassen av samma orden 1972. Han vilar på Norra begravningsplatsen utanför Stockholm.